# جوزيف هاو
جوزيف هاو (13 ديسمبر 1804 – 1 يونيو 1873) كان صحفيًا وسياسيًا وموظفًا عامًا من نوفا سكوشا. يصفه قاموس السير الكندية بأنه «واحد من أفضل وأحب سياسيي نوفا سكوشا، وأهم الصحفيين البارزين في تاريخ الصحافة الكندية جعلت منه مهاراته الملحوظة كصحفي وكاتب أسطورة لنوفا سكوشا».
جوزيف هو ابن جون هاو وماري إيدز بمدينة هاليفاكس، وورث من والده الموالي حبًا أبديًا لبريطانيا العظمى وإمبراطوريها. وفي سن الثالثة والعشرين اشترى هاو، الذي علّم نفسه بنفسه وكان واسع القراءة، صحيفة نوفاسكوتيان والتي سرعان ما جعلها صحيفة شعبية ومؤثرة. وقد نقل الكثير عن نقاشات المجلس التشريعي لنوفا سكوشا، وسافر إلى كل جزء من المقاطعة يكتب عن جغرافيتها وشعبها.
في عام 1835، اتهم هاو بالتحريض على الفتنة، جريمة جنائية خطيرة، بعد نشر صحيفته نوفاسكوتيان رسالة تهاجم سياسيي هاليفاكس والشرطة باختلاس المال العام. خاطب هاو لجنة المحلفين لأكثر من ست ساعات، وذكر مثالاً بعد مثال عن الفساد المدني. ودعا القاضي لإدانة هاو، ولكن برأه المحلفون نتيجة التأثر بخطابه العميق، فيما يعتبر قضية بارزة في النضال من أجل حرية الصحافة في كندا.
وفي العام التالي، تم انتخاب هاو بالمجلس كمصلح ليبرالي، وهي بداية مهنة عامة طويلة وحافلة بالأحداث. كان له دور فعال في مساعدة نوفا سكوشا أن تصبح أول مستعمرة بريطانية للفوز بالحكومة المسؤولة في عام 1848. وشغل منصب رئيس وزراء نوفا سكوشا من 1860 إلى 1863، وقاد المعركة الفاشلة ضد الاتحاد الكندي من 1866 إلى 1868، وبعد أن فشل في إقناع البريطانيين بإلغاء الاتحاد، انضم هاو لمجلس الوزراء الاتحادي لجون ماكدونالد في عام 1869، ولعب دورًا رئيسيًا في جلب مانيتوبا إلى الاتحاد. وأصبح هاو ثالث حاكم ليفتينانت لمدينة نوفا سكوشا في عام 1873، لكنه توفي بعد ثلاثة أسابيع فقط من توليه السلطة.

## فترة الطفولة
كانت عائلة هاو من أصل بروتستانتي من ولاية ماساتشوستس. وبعد أن ظلت على ولائها للملك أثناء الثورة الأمريكية، انضمت عائلة جون هاو لجماعة الموالين للإمبراطورية المتحدة خارج الولايات المتحدة بعد نجاح الثوار الأمريكيين في مطالباتهم بالاستقلال. وصل هاو إلى هاليفاكس في 1779 وأنشأ مطبعة، حيث نشر أول إصدار لجريدة هاليفاكس في ديسمبر 1780. وتمت مكافأته في عام 1801 لولائه من خلال تعيينه المسؤول عن الطباعة للملك. وفي عام 1803، أصبح نائبًا لمدير مكتب البريد في نوفا سكوشا ونيو برونزويك وجزيرة الأمير إدوارد. وفي عام 1798، تزوج من ماري إيدز، وأنجب ابنه جوزيف بمدينة هاليفاكس في 13 ديسمبر 1804. ومثل العديد من الصبية في ذلك الوقت، تلقى جوزيف هاو تعليمًا رسميًا محدودًا قبل بداية التدريب المهني، الذي خدم أثناءه في مطبعة والده منذ سن الثالثة عشرة. وتزوج من كاثرين آن سوزان مكناب في 2 فبراير 1828.
وفي نفس العام، دخل في مجال الطباعة بنفسه بشراء صحيفة هاليفاكس، نوفاسكوتيان. وقام بدور رئيس تحريرها حتى عام 1841، وحولها إلى أكثر الصحف تأثيرًا في المقاطعة. ولم يكن ينقل شخصيًا عن مناقشات المجلس التشريعي في أعمدته فقط، بل نشر أيضًا الأدب الإقليمي وكتاباته الرحالة، مستخدمًا الصحيفة كوسيلة لتعليم شعب نوفا سكوشا وتثقيف نفسه أيضًا. «اسمه يلمع كأحد عظماء الصحافة الكندية.»

## وصلات خارجية
- جوزيف هاو على موقع الموسوعة البريطانية (الإنجليزية)
- جوزيف هاو على موقع إن إن دي بي (الإنجليزية)

- "The Indictment for Libel and Howe's Defense". مؤرشف من الأصل في 2012-09-22.